# GHV2 Megamix & GHV2 Remixed
GHV2 Megamix e GHV2 Remixed sono due raccolte di mixaggi e di remix della raccolta GHV2, seconda della carriera della cantautrice statunitense Madonna, realizzati dalla Maverick Records a scopo promozionale.

## GHV2 Megamix
Nel novembre 2001 la Maverick Records pubblicò un megamix per promuovere la raccolta della cantautrice statunitense Madonna GHV2. Non fu però mai pubblicato commercialmente.

### Versioni ufficiali
- Thunderpuss Original Version (4:51)
- Thunderpuss Long Edit (4:19)
- Thunderpuss Short Edit (3:30)
- Thunderpuss Extended Version (12:37)
- Thunderpuss Club Mix Part I (12:55)
- Thunderpuss Club Mix Part II (10:28)
- Johnny Rocks & Mac Quayle Radio Mix (4:15)
- Johnny Rocks & Mac Quayle Club Mix (8:17)
- Johnny Rocks & Mac Quayle Dub (8:53)
- Tracy Young Shake & Stir Club Mix (11:47)
- Tracy Young Shake & Stir Dub (8:50)

### Il Thunderpuss Megamix
Tra tutti i mix realizzati è quello più mandato dalle radio. Il remix è stato prodotto e remixato dai Thunderpuss e remixato da Johnny Rocks & Mac Quayle e Tracy Young, e contiene i seguenti brani, in ordine cronologico:
Thunderpuss Extended Version:
- Don't Tell Me
- Erotica
- Secret
- Frozen
- What it Feels Like for a Girl
- Take a Bow
- Deeper and Deeper
- Music
- Ray of Light

Thunderpuss Club Mix Part I:
- Don't Tell Me
- Erotica
- Secret
- Frozen
- What it Feels Like for a Girl (solo il talk)
- Take a Bow

Thunderpuss Club Mix Part II:
- Deeper and Deeper
- Music
- Ray of Light

Johnny Rocks & Mac Quayle Club Mix:
- Music
- Ray of Light
- Frozen
- Deeper and Deeper
- Don't Tell Me
- Erotica
- What it Feels Like for a Girl
- Secret
- Beautiful Stranger (rimpiazza Take a Bow in questa versione)

Johnny Rocks & Mac Quayle Dub:
effetti vocali di Music, Erotica, Ray of Light e di Deeper and Deeper
Tracy Young's Shake & Stir Club Mix:
- Erotica (solo il rap)
- Music (solo il ritornello)
- Ray of Light (solo le 2 strofe)
- What it Feels Like for a Girl (solo il talk)

Tracy Young's Shake & Stir Dub:
effetti vocali di Erotica, Music, Ray of Light e di What it Feels Like for a Girl

## GHV2 Remixed: The Best of 1991-2001
Nel dicembre 2001, la Maverick Records pubblicò anche un album promozionale con versioni remixate di alcuni brani di GHV2. Come la pubblicazione del megamix promozionale, non è stato reso disponibile in commercio.
Questa compilation contiene un remix di ogni canzone dell'album GHV2, Ad eccezione di "Take a Bow", "Don't Cry for Me Argentina", e "The Power of Good-Bye". L'album è stato pubblicato come un doppio CD e un triplo 12 "set. Contiene brani remixati e prodotti da alcuni dei migliori remixer del periodo, tra cui Victor Calderone, Junior Vasquez, BT, Sasha, Timo Maas, E Hex Hector.
Shep Pettibone lavorò ad unremix di Secret e per la prima volta la sua partecipazione fu messa per iscritta nelle note di copertina dei crediti.
Il "Luscious Dub Mix" di Bedtime Story, prodotto da Mark Picchiotti e Teri Bristol, precedentemente apparso solo sul "Capitolo II" promo 12 "che è stato pubblicato nel 1995. L'album contiene anche un remix inedito di What It Feels Like for a Girl, prodotto da Chris Staropoli.

## Tracce
CD 1
1. "What It Feels Like for a Girl" (That Kid Chris Caligula 2001 Mix) – 9:51
2. "Don't Tell Me" (Timo Maas Mix) – 6:55
3. "Drowned World/Substitute for Love" (BT & Sasha Bucklodge Ashram Mix) – 9:27
4. "Human Nature" (Bottom Heavy Dub) – 7:56
5. "Frozen" (Calderone Extended Club Mix) – 11:17
6. "Erotica" (Masters at Work Dub) – 4:50

CD 2
1. "Deeper and Deeper" (David's Klub Mix) – 7:39
2. "Ray of Light" (Calderone Club Mix) – 9:30
3. "Beautiful Stranger" (Calderone Club Mix) – 10:12
4. "Bedtime Story" (Luscious Dub Mix) – 7:40
5. "Secret" (Junior's Sound Factory Dub) – 7:58
6. "Music" (HQ2 Club Mix) – 8:50